# Cantone di Sevran
Il Cantone di Sevran è una divisione amministrativa dell'arrondissement di Le Raincy.
A seguito della riforma complessiva dei cantoni del 2014 è passato da 1 a 2 comuni.

## Composizione
Prima della riforma del 2014 comprendeva il solo comune di Sevran.
Dal 2015 comprende i comuni di:
- Sevran
- Villepinte